# Eric Beauchemin
Eric Beauchemin (* 14. Januar 1991) ist ein ehemaliger  US-amerikanischer Snowboarder. Er startete in den Disziplinen Slopestyle und Big Air.

## Werdegang
Beauchemin nahm von 2008 bis 2019 an Wettbewerben der Ticket to Ride World Snowboard Tour teil. Dabei erreichte er im Februar 2008 mit dem dritten Platz im Slopestyle bei der Chevrolet Revolution Tour seine erste Podestplatzierung. Bei den nationalen Meisterschaften 2009 wurde er Dritter im Slopestyle. Sein erstes FIS-Weltcuprennen fuhr er im Januar 2011 in Denver, welches er auf dem 21. Rang im Big-Air-Wettbewerb beendete. In der Saison 2011/12 wurde er Zweiter im Slopestyle bei der U.S. Revolution Tour in Copper Mountain und Erster im Big Air beim Gloryfy Bastards 2012 in Gerlos. Bei den Snowboard-Weltmeisterschaften 2012 in Oslo erreichte er den vierten Rang im Slopestyle. Im November 2012 siegte er im Slopestyle beim O’Neill Pleasure Jam in Schladming. Bei den US-amerikanischen Meisterschaften 2013 belegte er den zweiten Platz im Slopestyle. Im März 2014 wurde er Dritter im Slopestyle bei den Pamporovo Freestyle Open in Pamporovo und bei den IS Open in Iso-Syöte und Zweiter beim Poney Session in St Lary. Zu Beginn der Saison 2014/15 siegte er in Slopestyle beim O’Neill Pleasure Jam in Schladming. Es folgte ein zweiter Platz im Slopestyle bei den RedBull Nanshan Open in Peking. Im Februar 2015 gewann er im Slopestyle beim U.S. Snowboarding Grand Prix in Mammoth. Im selben Monat holte er im FIS-Weltcup mit dem dritten Platz im Big-Air-Wettbewerb in Stoneham und den dritten Platz beim U.S. Snowboarding Grand Prix und FIS-Weltcuprennen in Mammoth im Slopestyle seine ersten Weltcuppodestplatzierungen. Im März 2016 belegte er den zweiten Platz im Slopestyle bei den Burton US Open in Vail. Bei den Snowboard-Weltmeisterschaften 2016 in Yabuli errang er den 15. Platz im Big Air und den vierten Platz im Slopestyle. In der Saison 2016/17 kam er bei den Winter-X-Games 2017 in Aspen auf den 12. Platz im Slopestyle und bei den X-Games Norway 2017 in Hafjell auf den 13. Platz im Big Air. Im Februar 2017 wurde er bei den Banana Open in Jilin Dritter im Slopestyle.